# Восходящее солнце
«Восходящее солнце» (англ. Rising Sun) — криминальный боевик режиссёра Филипа Кауфмана. В главных ролях снялись Шон Коннери (который также был исполнительным продюсером этого фильма), Уэсли Снайпс, Харви Кейтель и Кэри-Хироюки Тагава. Кауфман, Майкл Крайтон и Майкл Бэкс написали сценарий по мотивам одноимённого романа Крайтона.

## Сюжет
Японский производитель вооружений Nakamoto Corporation планирует приобрести американскую компанию MicroCon. Считая сделку, которую еще должен одобрить Сенат, успешной, руководство Nakamoto проводит роскошную вечеринку в небоскрёбе корпорации в Лос-Анджелесе. Во время празднества одна из девушек из эскорта Шерил Линн Остин была обнаружена мёртвой. Дело поручают детективу полиции Вебу Смиту, в помощь ему придают эксперта по японской культуре Джона Коннора, ранее уволенного из органов.
Подозрение детективов падает на сотрудника Nakamoto, бойфренда Шерил Сакамура. Следствие выясняет, что Сакамура был связан с Microcon. Изучение материалов с камер наблюдения показывает, что Сакамура убил девушку во время их свидания. Сакамура пытается скрыться и гибнет в аварии. В ходе дальнейшего расследования партнёры обнаруживают, что один из дисков с видеозаписью пропал, а запись предоставленная им сфальсифицирована. Оказалось, что служба безопасности Nakamoto Corporation попыталась подставить Сакамура. Одобрить сделку должен был сенатор Джон Мортон, находившийся на вечернике и задушивший девушку во время близости. Девушка осталась жива, но сенатору всё преподнесли так словно он убил её, с тем, чтобы шантажировать политика и обеспечить одобрение сделки. Девушку убили позже и стоял за преступлением президент корпорации Ёсида. Сакамура остался жив, его убийство в автокатастрофе было сфабриковано для отвлечения внимания. Сакамура удалось сохранить подлинный диск с записью. Киллером оказался Боб Ричмонд, один из адвокатов работавших на Ёсиду, но и его убирают агенты якудза. В ходе расследования Смит пережил покушение и остался жив только благодаря бронежилету.
В концовке партнёры предполагают, что и Ричмонд мог быть только возможным убийцей, прикрывая кого-то выше в иерархии компании.

## В ролях
| Актёр               | Роль                         |
| ------------------- | ---------------------------- |
| Шон Коннери         | капитан Джон Коннор          |
| Уэсли Снайпс        | лейтенант Вебстер «Веб» Смит |
| Харви Кейтель       | лейтенант Том Грэхем         |
| Кэри-Хироюки Тагава | Эдди Сакамура                |
| Мако Ивамацу        | Ёсида-сан                    |
| Рэй Уайз            | сенатор Мортон               |
| Тиа Каррере         | Дзинго Асакума               |
| Стив Бушеми         | Вилли «Хорёк» Вильгельм      |
| Сокэ Кубота Такаюки | агент якудза                 |
| Татьяна Патитц      | Шерил Линн Остин             |

## Распространение
В японской версии фильма было сделано небольшое изменение в диалоге между Вебом Смитом и Дзинго Асакумой. В оригинале Дзинго спрашивает его, «Вы знаете что означает термин „хисабэцу буракумин“?», имея в виду меньшинство в Японии. В японском релизе этот вопрос был заменён на «Вы знаете что означает термин „расовые предрассудки“?».